# George J. Borjas
George J. Borjas (La Habana, Cuba; 15 de octubre de 1950) economista cubano-estadounidense y profesor Robert W. Scrivner de Economía y Política Social en la Escuela Kennedy de Harvard. Se le ha descrito como "el principal economista de inmigración de Estados Unidos"  y "el principal escéptico de la inmigración entre los economistas".  Borjas ha publicado una serie de estudios que concluyen que la inmigración poco cualificada afecta negativamente a los nativos poco cualificados (mientras que afecta positivamente a los nativos de cualificación media y alta), una propuesta que se debate entre los economistas.

## Biografía
Borjas nació en La Habana, Cuba, el 15 de octubre de 1950. Emigró a los Estados Unidos en octubre de 1962 con su madre. Se graduó con una licenciatura en economía y matemáticas del St. Peter's College en 1971. Luego completó su maestría en economía en la Universidad de Columbia en 1974. Completó su maestría y doctorado en economía en la Universidad de Columbia en 1975 con una tesis titulada Job Investment, Labor Mobility and Earnings (Inversión laboral, movilidad laboral y ganancias).  Está casado y tiene tres hijos. 

## Carrera académica
Borjas fue profesor asistente de economía en el Queens College de la Universidad Municipal de Nueva York de 1975 a 1977. Fue investigador postdoctoral en el Departamento de Economía de la Universidad de Chicago de 1977 a 1978. También fue analista de investigación sénior en la Oficina Nacional de Investigación Económica de 1972 a 1978. 
Se unió a la facultad de la Universidad de California en Santa Bárbara en 1980 y permaneció allí durante diez años. Posteriormente se convirtió en profesor en la Universidad de California en San Diego, de 1990 a 1995. Se incorporó a la facultad de la Universidad de Harvard en 1995.  Es profesor de economía en la Universidad de Harvard. 

## Trabajos
Borjas fue llamado "el principal economista de inmigración de Estados Unidos" por Bloomberg Businessweek y The Wall Street Journal. Es una figura influyente en el debate sobre la inmigración, y su investigación sobre el impacto económico de la inmigración juega un papel central en el debate sobre la política de inmigración en los Estados Unidos. 
Ha escrito numerosos libros y ha publicado más de 100 artículos en libros y revistas académicas, incluidas American Economic Review, Journal of Political Economy y Quarterly Journal of Economics.  Su libro más reciente es We Wanted Workers: Unraveling the Immigration Narrative (W. W. Norton & Company, 2016).
Con una aplicación a la autoselección de migrantes, Borjas proporcionó la primera formalización del modelo Roy. 

## Controversias

### Jason Richwine
Borjas fue el asesor principal de Jason Richwine, cuya tesis doctoral en Harvard concluyó que los inmigrantes latinos en Estados Unidos son y seguirán siendo menos inteligentes que los "blancos nativos". Borjas afirmó que no participó en la selección del tema ni en la elaboración de la agenda de investigación para la tesis, pero algunos académicos de ciencias sociales señalaron que podría ser problemático que un asesor de tesis no cuestione la selección del tema por parte de un estudiante. Borjas dijo más tarde que "no le parecía tan interesante el trabajo académico sobre CI". 

### Investigación sobre el éxodo del Mariel
En 2017, un análisis del estudio de Borjas sobre los efectos del éxodo del Mariel concluyó que sus hallazgos "podrían ser simplemente espurios" y que su teoría del impacto económico del éxodo "no se ajusta a la evidencia". Varios otros estudios concluyeron lo contrario de lo que había encontrado el estudio de Borjas. Borjas negó haber malinterpretado los datos, calificando la controversia de fake news.  Borjas sugirió además que uno de los economistas, Michael Clemens, cuyo estudio cuestionó el suyo, estaba motivado por el sesgo político de los filántropos de Silicon Valley que contribuyen al Centro para el Desarrollo Global donde trabaja Clemens, acusándolo de ser un cómplice a sueldo de los "plutócratas de las fronteras abiertas" y afirmando que "no comprarían ni encargarían investigaciones que no se ajustaran a sus antecedentes". Los premios Nobel Abhijit V. Banerjee y Esther Duflo escribieron sobre el debate que el análisis de Borjas omitió las comparaciones con grupos relevantes sin una razón clara.
En agosto de 2017, la administración Trump, al tiempo que defendía su plan de reducir los niveles de inmigración legal a Estados Unidos en un 50%, citó la investigación de Borjas sobre el éxodo del Mariel como evidencia de que la inmigración poco calificada reducía los salarios de los trabajadores estadounidenses.  Los verificadores de datos señalaron que la investigación de Borjas sobre el éxodo del Mariel fue refutada por otros investigadores y recibió importantes críticas.   
Ese mismo mes, al preguntarle la comunidad académica en The Atlantic sobre la supresión de datos que muestran los costos potenciales de la inmigración, Borjas afirmó que existe «mucha autocensura entre los jóvenes científicos sociales». Donald Davis, economista y defensor de la inmigración, respondió: «George y yo tenemos posturas diferentes sobre la política de inmigración, pero coincido en que hay aspectos del debate académico que no se abordan en su totalidad si se llega a una conclusión errónea».
El grado en que la inmigración es un detrimento o un beneficio para la economía estadounidense sigue siendo objeto de acalorados debates.

### Rumores sobre el mercado laboral económico
Tras la revelación de un escándalo de revisión por pares en el sitio web, en junio de 2016, Borjas elogió el discurso en el sitio web Economics Job Market Rumors como "refrescante": "Aún hay esperanza para la humanidad cuando muchas de las publicaciones escritas por un grupo de jóvenes científicos sociales con un nivel educativo excesivo ilustran una liberación de las ataduras de la corrección política y reflejan preocupaciones mundanas que comparten los seres humanos más normales: prestigio, sexo, dinero, conseguir un trabajo, sexo, mala conducta profesional, sexo..."   Un artículo de 2017 encontró evidencia de hostilidad abierta hacia las mujeres en el sitio web.  Cuando se le preguntó sobre el artículo, Borjas dijo: "Si bien ese foro tiene cierto valor, también hay mucho que resulta ofensivo y perturbador. El problema es que no estoy seguro de dónde poner el límite". Según Brad DeLong, "el único profesor de economía de cualquier ideología o universidad que recuerdo que haya elogiado a EJMR es George Borjas". 

## Puntos de vista políticos
El Miami Herald lo describe como un "conservador declarado". Según el Miami Herald, Borjas, quien es inmigrante, "apoya mayores restricciones a la inmigración, pero no cree que un muro -construido por México o cualquier otro país- sea beneficioso. Se opone a la deportación masiva de inmigrantes indocumentados por considerarla inhumana. Y aboga por un impuesto a las empresas -de alta tecnología, agrícolas y todas las demás- que se benefician de los salarios más bajos de los inmigrantes, y por dar ese dinero a los estadounidenses desplazados por los inmigrantes".

## Honores
Borjas fue elegido miembro de la Econometric Society en 1998 y miembro de la Society of Labor Economists en 2004. También fue miembro del Consejo de Asesores Económicos del Gobernador de California de 1993 a 1998, del Panel de la Academia Nacional de Ciencias sobre el Impacto Demográfico y Económico de la Inmigración de 1995 a 1997, y presidió el Comité de Visitantes de la Fundación Nacional de Ciencias para el Programa de Economía en 1996. 
En 2011 fue nombrado co-ganador del Premio IZA en Economía Laboral. 

## Obras
- Wage Policy in the Federal Bureaucracy (American Enterprise Institute, 1980)
- Friends or Strangers: The Impact of Immigrants on the U.S. Economy (Basic Books, 1990)
- Labor Economics (McGraw-Hill, 1996; 2nd Edition, 2000, 3rd edition, 2005, 4th edition, 2008, 5th edition, 2010,)
- Heaven’s Door: Immigration Policy and the American Economy (Princeton University Press, 1999)
- Immigration Economics (Harvard University Press, 2014)
- We Wanted Workers: Unraveling the Immigration Narrative  (W. W. Norton & Company, 2016)